# (36311) 2000 KK48
2000 KK48 (asteroide 36311) é um asteroide da cintura principal. Possui uma excentricidade de 0.12126330 e uma inclinação de 6.08401º.
Este asteroide foi descoberto no dia 27 de maio de 2000 por LINEAR em Socorro.